# Marienlyst Stadion
Il Marienlyst Stadion è lo stadio dello Strømsgodset dal 1967 e quello del Drafn dal 1924.
Lo stadio fu aperto proprio nel 1924 e fu l'impianto calcistico per il Drafn, per lo Skiold e per il Drammens. Durante i VI Giochi olimpici invernali, disputati nella vicina Oslo nel 1952, ospitò due incontri di hockey su ghiaccio. Qui si tennero anche i campionati nazionali di atletica nel 1962 e nel 2001. È l'impianto più utilizzato dalla Norvegia under 21 per le sue partite (il primo incontro disputato dalla squadra si giocò nel 1981).
L'erba sintetica fu adottata a novembre 2007.